# عکاسی استریپ

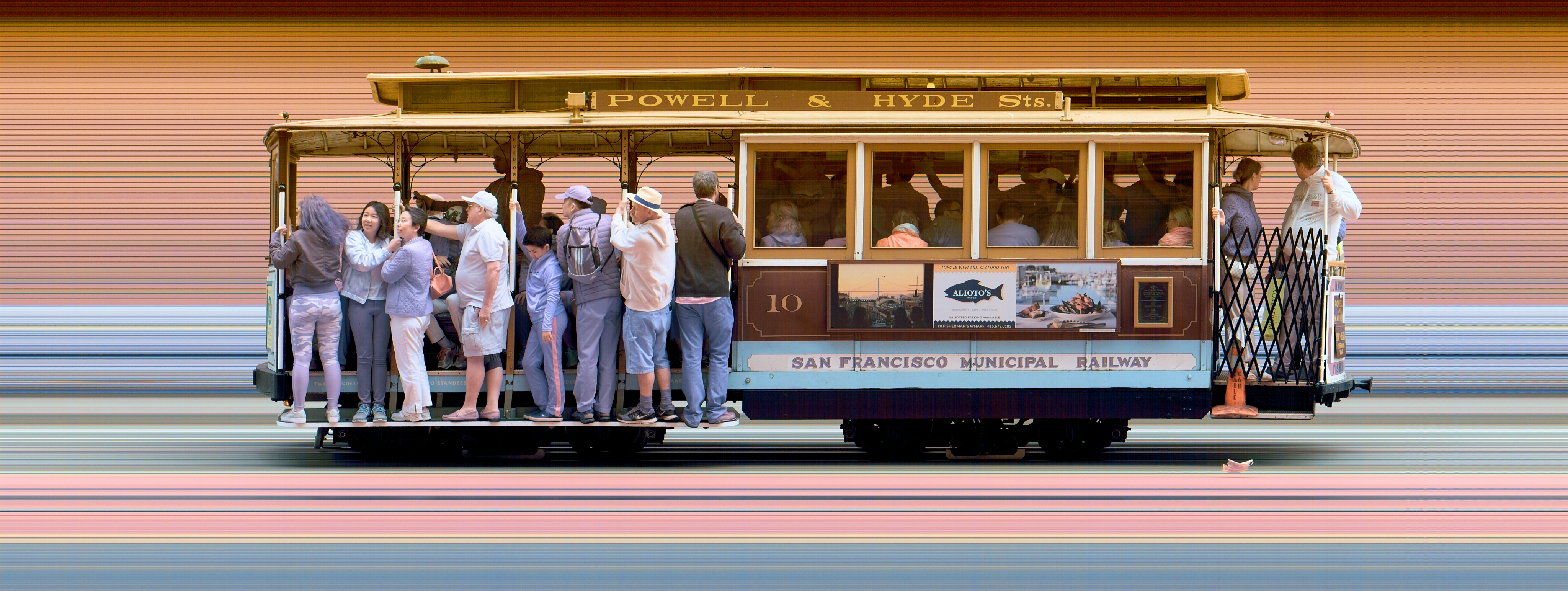
یک عکاسی استریپ از یکی از ماشین‌های کابلی سان‌فرانسیسکو درحالی که درز دوربین ثابت است؛ به طور برجسته می‌توان زمینه نواری‌شده آن را مشاهده کرد. (علت آن این است که درز دوربین (که عمودی هم بوده) ثابت بوده است.)

عکاسی استریپ (انگلیسی: Strip photography) یکی از تکنیک‌های عکاسی است که در آن یک عکس دو بعدی با دنباله‌ای از عکس‌های یک بعدی در طول زمان تهیه می‌شود. به طوری که یک حرکت در عرض (در جهتی که اسکن انجام می‌شود)، یک حرکت با گذر زمان صورت می‌پذیرد؛ می‌توان به جای آن یا علاوه بر آن، در آن محیط نیز حرکت کرد. عکس به صورت مجموعه‌ای از نوارهای عمودی یا افقی به هم چسبیده تفسیر می‌گردد و از این رو نام‌گذاری شده‌است. (استریپ (به انگلیسی: strip) به معنای نوار است). این زمانی جوابگوست که این نوارها به‌طور گسسته در یک سنسور دیجیتالی هر بار در یک خط گرفته شود، درحالی که در film photography عکس به‌طور مداوم تولید می‌شود (پیوستگی دارد) و در نتیجه نوارها بی‌نهایت کوچک می‌شوند. (نوارها اندازه مشخص شده‌استانداردی ندارند.)

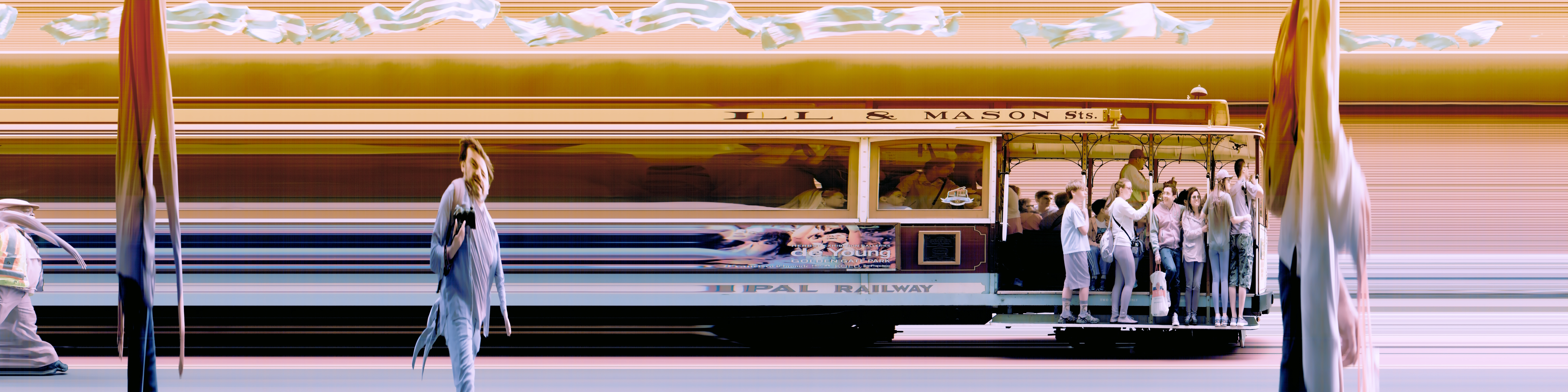
یک عکس استریپ درحالتی که درز دوربین ثابت است؛ اشیای مقابل دوربین سرعتی متغیر طی زمان عکس‌برداری داشته‌اند که باعث تحریف آن شده است.